# Kang Dong-koong
Kang Dong-koong (* 16. März 1980) ist ein südkoreanischer Karambolagespieler in den Disziplinen Einband und Dreiband.

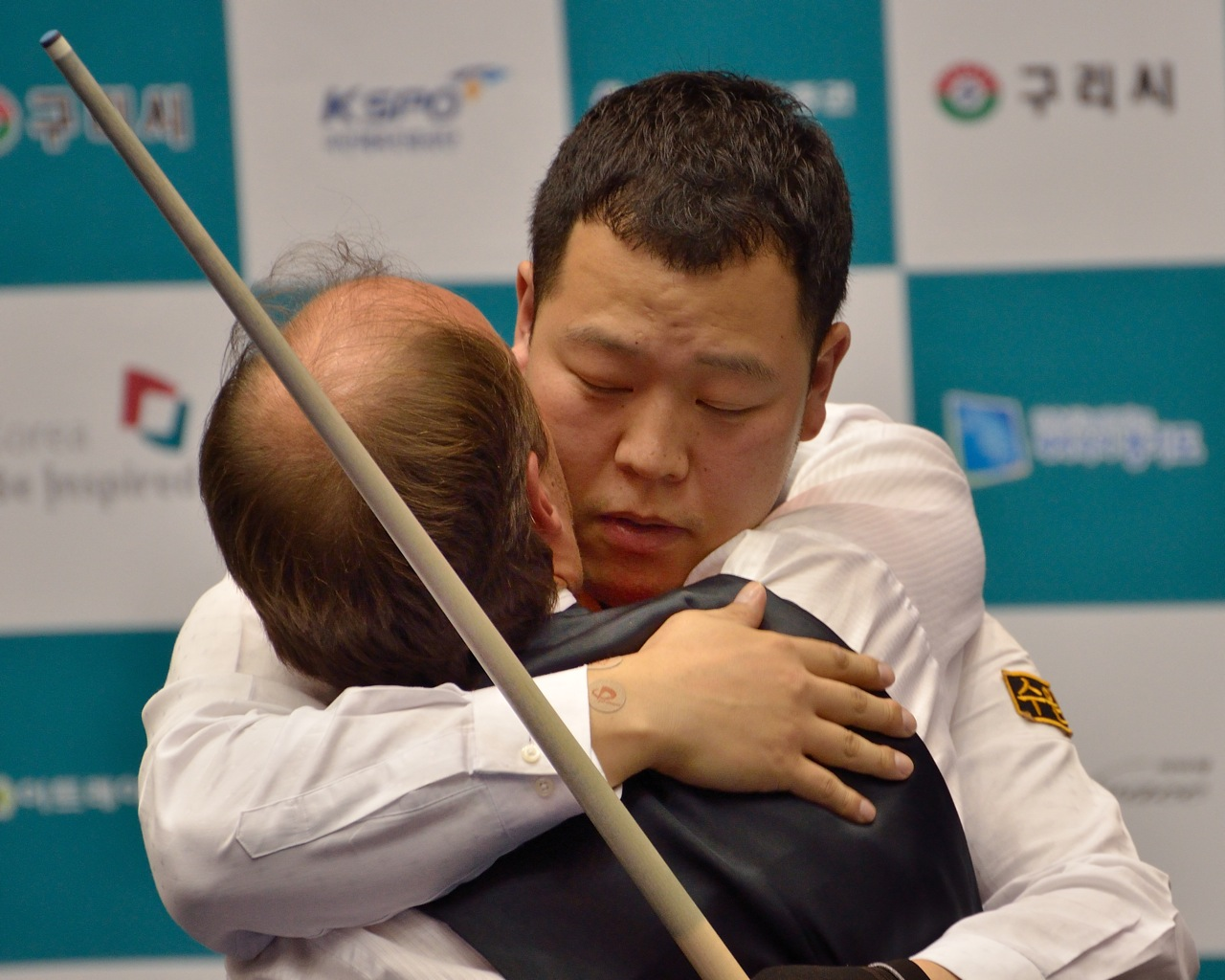
Daniel Sánchez gratuliert Kang zum Sieg beim Weltcup 2013 in Guri

## Karriere
Seit den 2000er-Jahren entwickelt sich Korea zu einer international aufstrebenden Karambolagenation. Wegbereiter war der in die USA ausgewanderte Sang Chun Lee, der in den 1990er-Jahren immer wieder in seinem Geburtsland Spieler trainierte. Zu den ersten international erfolgreichen Spielern gehören Kim Kyung-roul und Choi Sung-won, erster koreanischer Weltmeister von 2014. Seit 2007 bringt  auch Kang Dong-koong bei internationalen Turnieren gute Leistungen, wenn auch nicht immer einen Podestplatz. 2011 wurde er bei der Asienmeisterschaft Dritter, gewann im selben Jahr in Guri vor heimischem Publikum den Weltcup und im Jahr darauf die Silbermedaille in Hurghada. Kang stand kurz vor dem zweiten koreanischen Sieg bei der WM 2015 in Bordeaux. Zum regulären Ende der Partie gegen den Schweden Torbjörn Blomdahl stand es 40:40, es ging in die Verlängerung mit Penalty. Dies gewann Blomdahl mit 2:1 und Kang musste sich mit der Silbermedaille zufriedengeben. Einem Monat zuvor konnte er die vom koreanischen Konzern LG ins Leben gerufene Masters gewinnen. Im Halbfinale schlug er zuerst Blomdahl, im Finale dann den vielfachen Weltmeister Dick Jaspers aus den Niederlanden. Seine Belohnung waren 38.000 €, eines der höchsten Preisgelder im Carambolale der letzten Jahrzehnte. Aufgrund seiner guten Spielleistungen wurde Kang, zusammen mit seinem Landsmann Cho Jae-ho, zum Lausanne Billard Masters 2016 eingeladen. Beide Spieler gehören, nach Choi Sung-won 2014 und 2015, zu den einzigen Nicht-Europäern denen diese Ehre zuteilwurde. Nach einer gelungenen Gruppenphase, bei der er punktgleich mit Frédéric Caudron und Torbjörn Blomdahl abschloss, kam er aufgrund seines besseren Generaldurchschnitt (GD) vor Blomdahl in die Endrunde. Im Halbfinale unterlag er Daniel Sánchez aus Spanien, knapp mit 38:40 und wurde gemeinsam mit dem Italiener Marco Zanetti Bronzemedaillengewinner.

### UMB-Sperre 2019
Er unterschrieb im Frühjahr 2019 einen Vertrag bei der neu gegründeten Professional Billiards Association (of Korea) PBA. Da die PBA kein Mitglied der UMB ist, werden Spieler, die an PBA-Turnieren teilnehmen, mit einer Sperre von einem Jahr je Turnierteilnahme, maximal aber drei Jahren, belegt. Damit endete seine UMB-Spielzeit zum Ende der Saison 2018/19.

## Erfolge
- Dreiband-Weltmeisterschaft:  2015
- Team-WM  2018 (zusammen mit Choi Sung-won)
- Dreiband-Weltcup:  2013  2014
- LG U+ Cup 3-Cushion Masters:  2015  2018
- Asienmeisterschaft Dreiband:  2011
- Lausanne Billard Masters:  2016